# Білл Фідлер
Білл Фідлер (англ. Bill Fiedler, 10 січня 1910, Філадельфія — вересень 1985, Брік) — американський футболіст, що грав на позиції півзахисника за клуби «Філадельфія Герман-Американс» та «Філадельфія Нешнелз», а також національну збірну США.

## Клубна кар'єра
У футболі дебютував виступами за команду «Філадельфія Герман-Американс». 
Згодом перейшов до клубу «Філадельфія Нешнелз», де і завершив професійну кар'єру футболіста.

## Виступи за збірну
1936 року дебютував в офіційних матчах у складі національної збірної США. Протягом кар'єри у національній команді провів у її формі 1 матч.
Був присутній в заявці збірної на чемпіонаті світу 1934 року в Італії, але на поле не виходив.
У складі збірної був учасником футбольного турніру на Олімпійських іграх 1936 року у Берліні, де зіграв проти італійців (0-1). У тій зустрічі в одному із зіткнень Білл отримав розрив зв'язок коліна і більше не виступав за збірну.
Помер у вересні 1985 року на 76-му році життя у місті Брік.